# آدولف دانهاوزر
آدولف دانهاوزر (انگلیسی: Adolphe Danhauser; ۲۶ فوریهٔ ۱۸۳۵ – ۹ ژوئن ۱۸۹۶) آهنگساز، و مربی موسیقی اهل فرانسه بود. او همچنین از مدرسان شناخته شده موسیقی در فرانسه بود.
وی همچنین برندهٔ جوایزی همچون جایزه بزرگ رم شده‌است.

## زندگی
دانهاوزر سال ۱۸۳۵ در پاریس زاده شد.